# Wesele mojej ukochanej
Wesele mojej ukochanej (hindi मेरे यार की शादी है / Mere Yaar Ki Shaadi Hai, urduمیرے یار کی شادی ہے) – indyjski dramat miłosny z 2002 roku w reżyserii Sanjaya Gadhviego, wyprodukowany przez Yasha Choprę. W rolach głównych wystąpili Uday Chopra, Jimmy Shergill, Bipasha Basu i Tulip Joshi. Zdjęcia kręcono m.in. w Dehradun w stanie Uttarakhand w Himalajach oraz w okolicach Bramy Indii w Mumbaju.

## Fabuła
Sanjay (Uday Chopra) żyjąc w Mumbaju dzieli mieszkanie ze swoją koleżanką Rią (Bipasha Basu). Pod Bramą Indii rozmawiają ze sobą wieczorami pomagając sobie wzajemnie zrozumieć, czemu nie potrafią sobie ułożyć związków, szczęśliwie się zakochać. Nagły telefon Anjali (Tulip Joshi), przyjaciółki, z którą Sanju dzielił dzieciństwo, wiele wyjaśnia. Sanjeyem wstrząsa wiadomość o ślubie przyjaciółki. Dla Rii jest jasne, że Sanju kocha od dawna Anjali, ale nie rozpoznaje tej miłości sądząc, że łączy ich tylko przyjaźń. Mimo jego gorących protestów, próbuje mu to pokazać. Gdy Sanju wreszcie dopuszcza do siebie prawdę o swojej miłości, postanawia o nią walczyć. Jedzie do Dehradun w Himalajach, aby nie dopuścić do ślubu ukochanej z lekarzem z USA Rohitem (Jimmy Shergill). Rohit okazuje się człowiekiem, któremu udaje się zawojować serce każdego w rodzinie. Sanju kochany przez wszystkich, ale nie traktowany poważnie wątpi, w to, czy uda mu się powstrzymać zbliżający się ślub. I nagle w domu pojawia się Ria. Przedstawia się jako narzeczona Sanju licząc, że zazdrość pomoże uświadomić Anjali, kogo naprawdę kocha.

## Obsada
- Uday Chopra – Sanjay
- Tulip Joshi – Anjali Sharma
- Jimmy Shergill – Rohit
- Bipasha Basu – Ria
- Bindu – Kapila Tai
- Shamita Shetty – taniec (gościnnie w piosence Sharara)
- Alok Nath – ojciec Anjali